# Hawley (Teksas)
Hawley – miasto w Stanach Zjednoczonych, w stanie Teksas, w hrabstwie Jones.